# Igor Talkov
Igor Vladimirovitch Talkov (И́горь Влади́мирович Талько́в), né le 4 novembre 1956, à Gretsovka dans l'Oblast de Toula et mort assassiné le 6 octobre 1991 à Saint-Pétersbourg, est un musicien de rock, chanteur, auteur de chansons populaires et poète soviétique.

## Biographie
Igor Talkov nait à Gretsovka dans l'Oblast de Toula et grandit à Chtchiokino. Après son service militaire, il commence à chanter dans des restaurants à Moscou et Sotchi.
À partir de 1976, Talkov travaille avec les groupes Avril, Kaleidoscope et Electroclub. Beaucoup de ses chansons sont interprétées par Valery Leontiev. À cette époque, il se voit plutôt comme parolier et compositeur, mais ne pense pas à monter sur scène.
Il se fait connaître du public après sa participation au festival Chanson de l'Année en 1987 avec la chanson Étang clair (Чистые пруды, Tchistye proudy). Après ce premier succès, il fonde le groupe Спасательный круг (Spasatelny kroug, littéralement Bouée de sauvetage) et part en tournée avec un répertoire comportant aussi bien les morceaux lyriques que les chansons socialement engagées. En 1989, l'artiste a écrit plus de 200 chansons.
Il est difficile d'attribuer à Talkov un genre particulier. Il est situé à l'intersection de la musique pop, du rock et de la tradition des bardes russes.
Il a également fait deux apparitions au cinéma dans les films Behind the Last Line et Tsar Ivan the Terrible.
Talkov est assassiné le 6 octobre 1991 à Saint-Pétersbourg au Palais des sports Ioubileïny, lors d'un concert, dans les coulisses juste avant sa sortie sur scène. Malgré la présence de nombreux témoins, les vraies causes et les circonstances de sa mort ne furent jamais élucidées.

## Postérité
Le centre international de la culture slave de Moscou héberge le musée de l'artiste fondée en 1993. L'école no 11 de Chtchiokino de l'oblast de Toula où s'est déroulé sa scolarité porte désormais son nom.
La poste de la fédération de Russie a émis un timbre à l'effigie de Talkov en 1999.

## Chansons célèbres
- Je reviendrai (Я вернусь, Ya Vernous)
- Pluie d'été (Летний дождь, Letnii Dojd)
- Étang clair (Чистые пруды, Tchistye proudy)
- Le soleil part à l'ouest (Солнце уходит на Запад, Solntse Oukhodit na zapad)
- Russie (Россия, Rossiya)
- Mon Amour (Моя любовь, Moya Lioubov)
- Scène (Сцена, Stsena )
- Ma terre natale (Родина моя, Rodina moya)
- KPSS (КПСС)
- Mémoire (Память, Pamyat)
- Stop! Je pense en moi-même (Стоп! Думаю себе, Stop! Dumayou sebe)
- A la Mémoire de Viktor Tsoï (Памяти Виктора Цоя, Pamyati Viktora Tsoya)

## Filmographie
- 1991 : Behind the Last Line (За последней чертой) de Nikolaï Stamboula
- 1991 : Tsar Ivan the Terrible  (Царь Иван Грозный) de Guennadi Vasiliev